# 尼阿熱斯群島

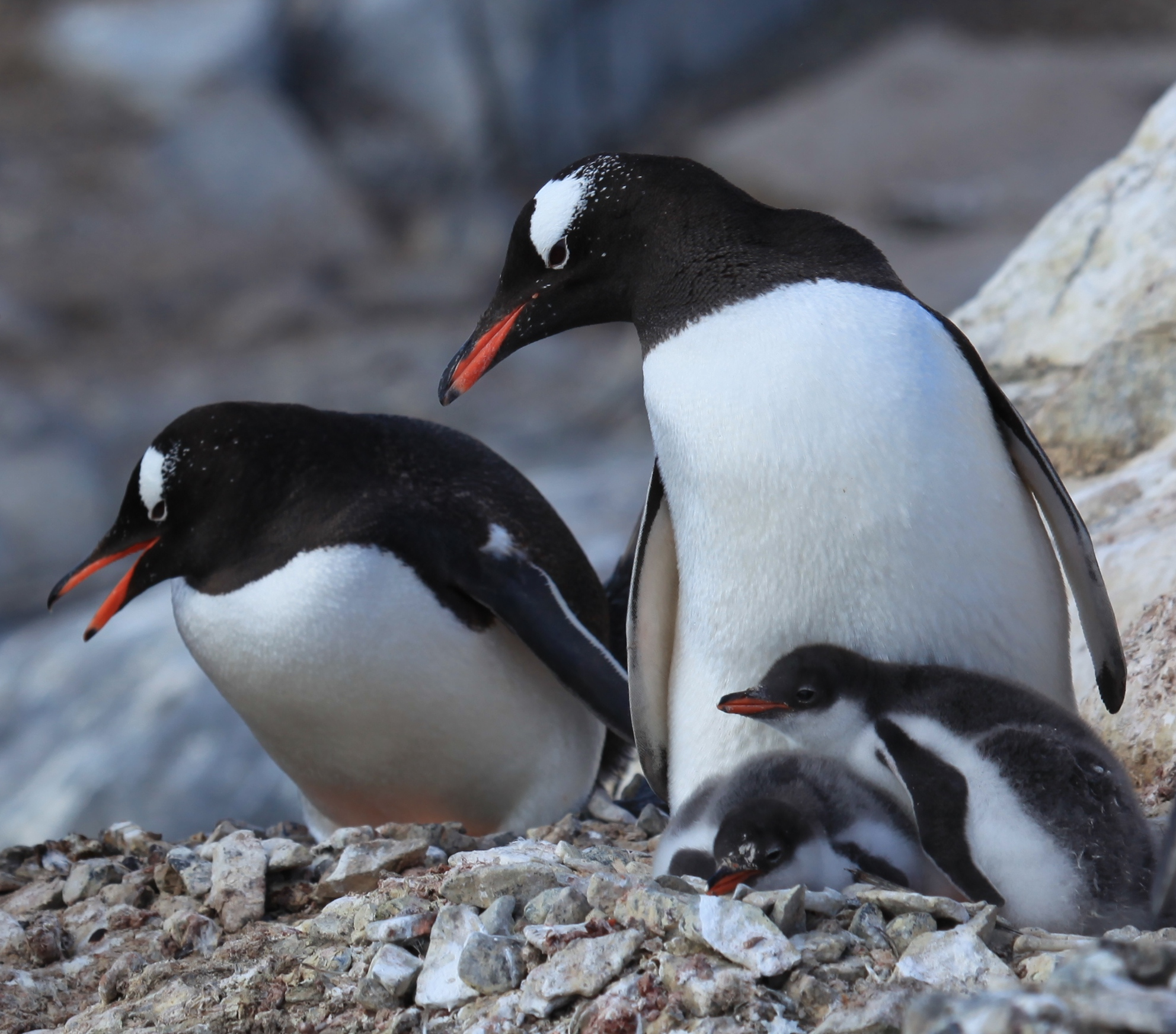

48°38′S 68°39′E / 48.633°S 68.650°E
尼阿熱斯群島（法語：Îles Nuageuses，發音：[il nɥaʒøz]）是南極洲的群島，屬於凱爾蓋朗群島的一部分，由法屬南部領地負責管轄，其中240平方公里地區被國際鳥盟列為重點鳥區。